# Martin Van Geneugden
Martin Van Geneugden   (Zutendaal, 21 de gener de 1932 - Genk, 7 de juliol de 2014) va ser un ciclista belga, professional entre 1953 i 1963. En el seu palmarès hi ha una quarantena de victòries, entre les quals destaquen sis victòries d'etapa al Tour de França.

## Palmarès
- 1953
  - 1r del Critèrium de Jameppe-sur-Meuse
  - 1r del Critèrium de Velaine-sur-Sambre
  - Vencedor d'una etapa al Tour de França
- 1954
  - Vencedor d'una etapa al Critèrium del Dauphiné Libéré
- 1957
  - 1r de l'Hoegaarden-Anvers-Hoegaarden
  - 1r del Critèrium d'Hanret
- 1958
  - 1r del Circuit del Centre de Bèlgica
  - 1r del Gran Premi Fichtel i Sachs
  - Vencedor de 2 etapes al Tour de França
- 1960
  - 1r del Circuit de Limburg
  - 1r del Circuit de les regions fruiteres
  - Vencedor de 2 etapes al Tour de França
- 1961
  - 1r a la Volta a Limburg
  - 1r del Circuit de Limburg
  - 1r del Circuit de les regions fruiteres
  - Vencedor d'una etapa a la Volta a Alemanya
  - Vencedor d'una etapa al Tour de França
- 1962
  - 1r a l'A través de Bèlgica i vencedor d'una etapa
  - Vencedor de 3 etapes a la Volta a Alemanya
  - Vencedor d'una etapa al Tour de Romandia
- 1963
  - 1r a la Brussel·les-Nandrin
  - 1r al Critèrium d'Eisden
  - Vencedor d'una etapa al Giro de Sardenya

### Resultats al Tour de França
- 1953. 34è de la classificació general i vencedor d'una etapa
- 1957. Abandona (16a etapa)
- 1958. 27è de la classificació general i vencedor de 2 etapes
- 1959. 53è de la classificació general
- 1960. Abandona (19a etapa). Vencedor de 2 etapes
- 1961. 61è de la classificació general i vencedor d'una etapa
- 1963. 56è de la classificació general

### Resultats al Giro d'Itàlia
- 1959. Abandona (21a etapa)
- 1961. Abandona (6a etapa)
- 1962. Abandona (14a etapa)

### Resultats a la Volta a Espanya
- 1963. 46è de la classificació general